# Витале II Микеле
Витале II Микеле (на италиански: Vitale II Michiel) е тридесет и осми дож на Република Венеция от 1156 до 1172 г.
Витале II Микеле е син на тридесет и петия дож Доменико Микеле и неговата съпруга Алисия.
Витале II Микеле е последният дож, избран от народното събрание, защото след него правото да избира дожовете си запазва т.нар. „малък съвет“ (minor consiglio), състоящ се от аристократи, влиятелни банкери и търговци, който съвет за пръв път е основан при дожа Пиетро Полани.
По това време външната ситуация е критична – през 1156 г. византийският император Мануил I Комнин присъжда на Генуа същите търговски привилегии като на Венеция и Пиза. Същевременно Фридрих I Барбароса, императорът на Свещената Римска империя, подчинява свободните средновековни комуни и се опитва да направи същото с Венеция, която формално е владение на Византия.
През 1171 г. в Константинопол 10 000 венецианци са арестувани, договорите с Венеция са прекратени, а нейното имущество, в това число корабите ѝ, са конфискувани. Витале II Микеле изпраща флота, но византийският император вече е подписал нови договори с Пиза и Генуа и флотът е унищожен от корабите на двете други италиански републики, а и от чумата.
В опит да осигури помощ, Витале II Микеле изпраща дипломатическа мисия до Свещената Римска империя, но тя, унижена от действията на предишния дож Доменико Морозини, отказва всякакъв опит за помирение. В същото време народът във Венеция се бунтува и се стига до кървавата развръзка – Витале II Микеле умира намушкан с кама от Марко Казоло пред вратите на манастира Св.Захарий на 28 май 1172 г.

## Семейство
Витале II Микеле има двама сина и дъщеря от съпругата си Феличита Мария:
- Леонардо, женен за най-голямата дъщеря на Деса, жупана на Велико княжество Сърбия;[1]
- Николо, женен за Мария, племенница на унгарския крал Ищван IV;[1]
- Ана, омъжена за Николо Джустиниани. Ана и Николо били подготвяни да влязат в манастир, но станало така, че Ана се влюбила в Николо, а той бил последният останал жив наследник на знатната фамилия Джустиниани след като всичките му братя загинали при катастрофалното унищожение на флота през 1171. За да не бъде това краят на фамилията Джустиниани, със специално разрешение на папа Александър III двамата били освободени от дадените пред църквата обети и им било позволено да се оженят. Ана ражда на Николо 12 деца, от които 9 синове.[4]